# Rödmossatjärnen, Jämtland
Rödmossatjärnen är en sjö i Bräcke kommun i Jämtland och ingår i Ljungans huvudavrinningsområde.